# 拖累邻居
《拖累邻居》（英語：Slow Down Your Neighbors）是美国广播公司播出的情景喜剧《摩登家庭》第2季的第11集，也是整部剧集的第35集，于2011年1月4日在美国首播。与上一集《舞蹈的启示》一样，这一集也是由伊拉娜·韦尼克编剧并由盖尔·曼库索执导的。詹姆斯·麦斯登在剧中客串出演了卡梅伦和米歇尔的新邻居巴瑞。阿芮尔·温特没有在这一集节目中出镜。
在这一集中，克莱尔·邓菲对一个老在社区内超速行驶的人较起了劲，试图要抓住对方，而她的老公菲尔则在朝搞掂一个客户完成交易的目标努力。杰伊·普里切特忙着教老婆格罗丽娅和继子曼尼骑自行车，曼尼倒是很快上手了，而格罗丽娅的情况就不怎么乐观了。米歇尔·普里切特和卡梅伦·塔克认识了一位很有魅力的新邻居巴瑞。
《拖累邻居》获得了评论家较为正面的评价，许多人都称赞了诺兰·古德的表演。这一集首播时有1175.6万户家庭观看，在18-49岁年龄段达到4.8 / 13%的收视率，与上一集《舞蹈的启示》相比有14%的提升，是这一星期收视率第二高的剧本节目，仅次于《辛普森一家》，后者正值国家橄榄球联盟季后赛时段却收获了异常之高的收视率。《拖累邻居》在第63屆黃金時段艾美獎中和《摩登家庭》的另外两集一起获得了杰出喜剧剧集导演奖提名，最终获奖的是第2季的第6集《万圣节》。

## 剧情
克莱尔·邓菲（Claire Dunphy，朱丽·鲍温饰）发现自己居住的社区里新来了一个身份不明的超速狂人，担心这样将给自己和家人带来危险，于是一心想要抓住这个家伙。与此同时，她那经营房产的丈夫菲尔·邓菲（Phil，泰·布利尔饰）正努力想要把一套房子卖给一位名叫劳拉（Laura）的新客户，只是没想到劳拉就是妻子试图抓住的“超速狂”。克莱尔还印出了多张海报，上面写着“放慢速度”，下面印着超速车辆的牌照，签名是“你的邻居”。只是她的家人们指出这样的内容放在一块就变成了“放慢你邻居的速度”，意思就是“拖累邻居”。克莱尔最后决定还是不管这些，命令菲尔帮她在社区的路边贴上。菲爾在路邊貼海報時碰見勞拉，菲爾謊稱是在幫她拆掉海報，勞拉更說那個做出這些海報的女人一定是在性生活上不滿足。翌日劳拉的車又一次呼啸而过，克莱尔马上从路边拉过一辆自行车追，可还是没追到那辆车。她来到一幢正在出售的房前，菲尔介绍劳拉和自己的妻子认识，然后劳拉有事需要离开，并且愿意送只骑了自行车的克莱尔一程。克莱尔上了车，从劳拉那驾驭的风格上一下子就明白自己上了什么车了，她睁大眼睛瞪着站在一旁尴尬抓头发的菲尔，令菲爾不知所措。
曼尼騎單车上学。然而，他的继父杰伊·普里切特（Jay Pritchett）却在單车的后轮上发现有双边的支撑轮胎，是老婆格罗莉娅·德尔加多-普里切特（Gloria Delgado-Pritchett）装上的，因为她担心儿子会摔跤。杰伊担心孩子骑这样的车上学铁定会受尽嘲弄，所以决定教曼尼学会在没有辅助支撑的情况下骑车。曼尼倒是很快就学会了，只是格罗丽娅也从来没骑过自行车，因为她的妈妈告诉她，骑自行车最容易遭到绑架，杰伊试着教她，但收效甚微。格罗丽娅找到菲尔，请他教自己骑自行车，菲尔实在不想拒绝这位比自己老婆还年轻两岁的火辣丈母娘，可又必须前去打理劳拉那笔生意，這時儿子卢克·邓菲（Luke Dunphy，诺兰·古德饰）說自己可以教外婆，並带着一只水枪就出发了，他逼着自己的外婆骑车上路，并且在后面用水枪追着射击，格罗丽娅仓皇逃窜之下居然一下子就学会了，只是很快她的自行车又让克莱尔给“偷”走去追劳拉了。卢克发现自己在教育领域很有天赋，于是决定也去“教”自己的大姐海莉（Hayley，萨拉·海蓝德饰)，迫使她在溫習時說出正確答案。
同性情侣米歇尔·普里切特（Mitchell Pritchett，杰西·泰勒·弗格森饰）和卡梅伦·塔克（Cameron Tucker，艾瑞克·斯通斯崔特饰）发现他们多了一位新邻居巴瑞，见面时巴瑞还赤着上身，说自己正在搬进两人楼上的公寓。卡梅伦立刻就喜欢上了巴瑞，但米歇尔听说对方钟爱什么灵气疗法后心里有些反感，在他看来那就是江湖术士骗人的把戏。随着时间的进展，米歇尔开始逐渐信任巴瑞，但卡梅伦又从房东太太那里听说并没有任何人租下那套公寓，他意识到这个巴瑞是个混吃混住的人，之后甚至住在自己和米歇尔给养女莉莉准备的公主城堡里面。卡梅伦命令巴瑞离开，并且向米歇尔承认他一直都是对的，后者于是通知了警察。

## 制作

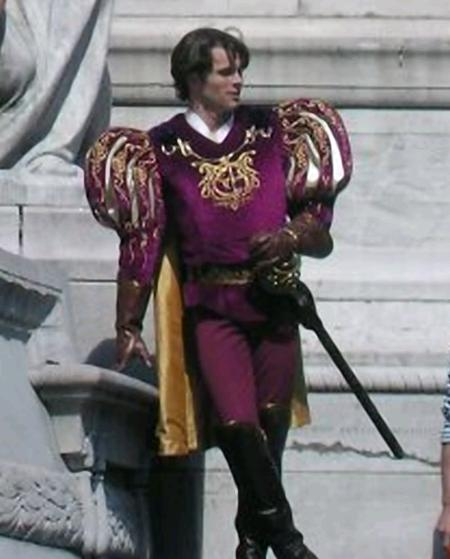
詹姆斯·麦斯登在本集中客串出演米歇尔和卡梅伦的新邻居

《拖累邻居》由伊拉娜·韦尼克编剧，盖尔·曼库索执导，这已经是伊拉娜·韦尼克第3次为《摩登家庭》编剧，前两次分别为第1季的最后一集《家庭肖像》和第2季的第10集《舞蹈的启示》。这一集也是盖尔·曼库索继上一集《舞蹈的启示》后第二次担任导演。《拖累邻居》于2011年1月4日通过美国广播公司在美国首播，其拍摄时间是在2010年的10月27日和10月29日。2010年10月，電視指南的威廉·科克（William Keck）报道詹姆斯·麦斯登将赤膊上阵客串出演《摩登家庭》中卡梅伦和米歇尔的新邻居。麦斯登于2010年10月29日拍摄了自己的戏份，他表示这是一次非常愉快的体验，节目中的喜剧演员和编剧合作得很好，能够有他们的支持真是太棒了。另外杰米·格尔兹也在本集中客串出演了菲尔的新客户劳拉，她也是克莱尔千方百计想要抓到的社区超速司机。

## 反响

### 收视率
《拖累邻居》于2011年1月4日通过美国广播公司在美国首播，有1175.6万户家庭观看，在18-49岁人群中获得了4.8 / 13%的收视率。这个数据的意思是在全美所有18-49岁的人群中有4.8观看了这集节目，而在播放当时有看电视的这个年龄段观众群中则有13%选择观看《拖累邻居》。与上一集《舞蹈的启示》相比，这个成绩提高了14个百分点，是2010年1月3日至1月9日这一星期里美国广播公司收视率最高的节目，在所有电视台的节目中则名列第6位。如果只考虑剧本节目，《拖累邻居》的收视率仅次于福克斯广播公司收视率达到5.7的《辛普森一家》，排在两者前面的都是国家橄榄球联盟季后赛的体育节目。如果增加通过DVR观看的观众，本集的收视率将再提高1.7个百分点达到6.5。

### 评价
《拖累邻居》获得了评论员较为正面的评价。影音俱樂部的唐娜·褒曼（Donna Bowman）称赞了其中所有角色的表现，称“对细节的关注可能正是《摩登家庭》成为情景喜剧典范之作的一个原因”，她最终给本集A-的评价。电视小队的乔尔·凯勒（Joel Keller）总体评价正面，认为这一集有不少非常好笑的段落，但也觉得其中“有一点闹剧和可以预料到情节发展的味道”。《娱乐周刊》的莱斯利·萨维奇（Lesley Savage）称赞了詹姆斯·麦斯登出场的部分，不但认为他的表演是这一集第二优秀的内容，而且他的角色和卡梅伦在莉莉的公主城堡动起手来的段落更是“整集节目中最爆笑的瞬间”。《纽约》的雷切尔·马杜克斯（Rachael Maddux）认为节目的开场表现优异，给了第2季的下半场一个良好的开端電視指南的卡拉·克伦克（Kara Klenc）表示这一集真是“太棒了”。网站的山姆·摩根（Sam Morgan）称赞编剧给米歇尔和卡梅伦的故事主线增加的内容，形容这是“在一个传统情景喜剧的基础上增加了一个扭曲的故事”。摩根还称赞了泰·布利尔的表现，称这一集显示出“泰·布利尔比艾瑞克·斯通斯崔特更应当赢得艾美奖”。并非所有评价都很正面，HitFix网站的阿兰·塞平沃尔表示自己对这《拖累邻居》不感冒，其中克莱尔和菲尔的故事线尤甚，不过他还是称赞了麦斯登的表现。
多位评论员称赞了诺兰·古德的表演。《时代》的詹姆斯·波尼沃兹克（James Poniewozik）认为这一集节目“因为他的角色而变得优异”，称他是这一集的“礼帽”（意为高高在上）。乔尔·凯勒称古德的角色卢克是“电视上所创作过最好笑的笨孩子”，他还特别称赞了卢克用水枪攻击格罗丽娅，之后又自己从水枪中喝水的镜头“提醒了我们，到头来，这个新的大人物仍然只是那个卢克而已”。